# Lundaslätten

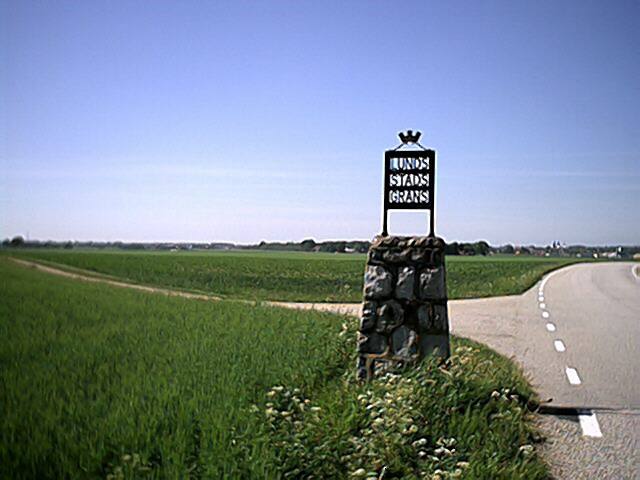
Lundaslätten utanför Stora Råby. Äldre skylt som visar stadsgränsen i förgrunden, Lund i bakgrunden.

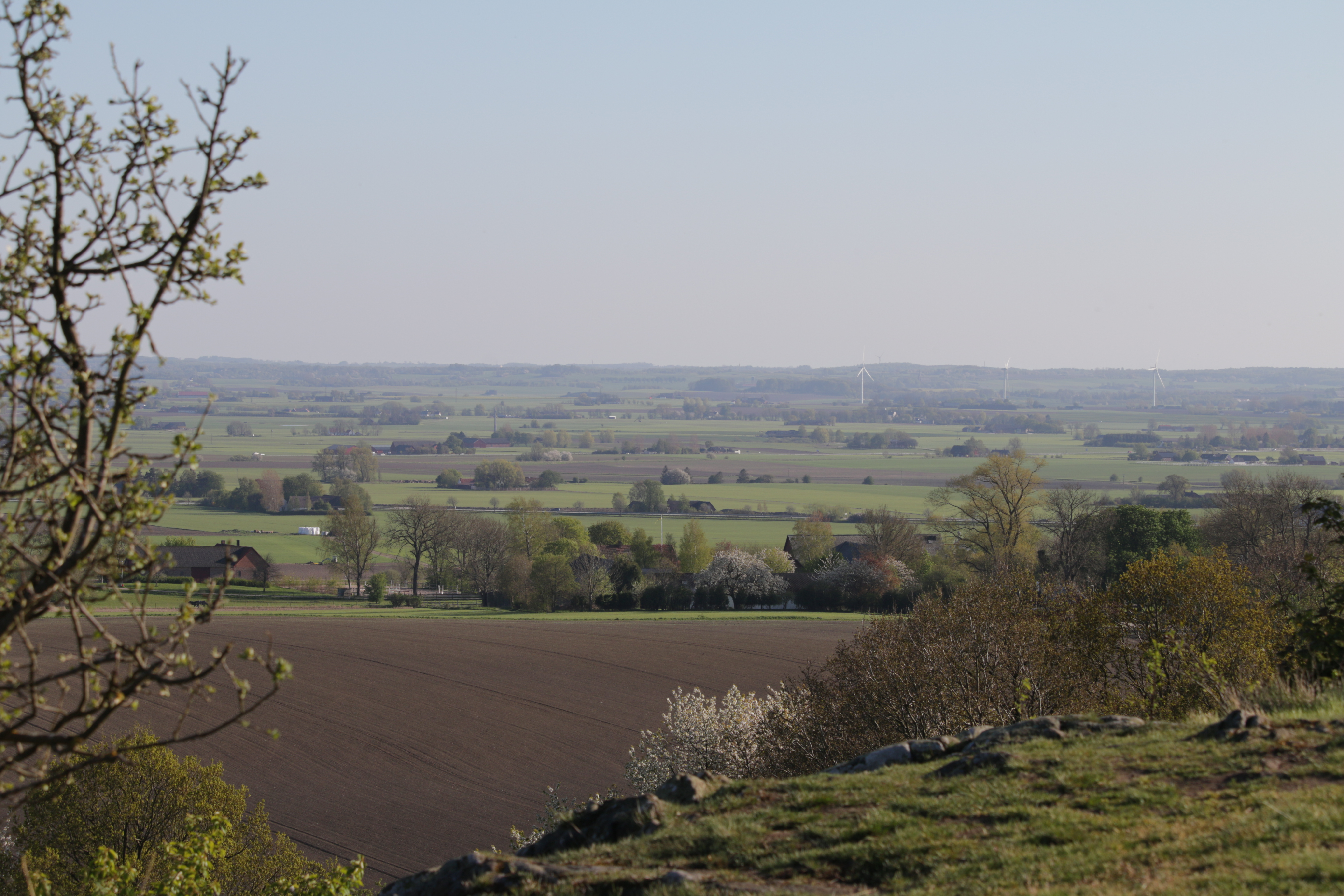
Utsikt över Lundaslätten från Billebjär.

Lundaslätten kallas slätten i trakterna kring Lund och Dalby som ligger i bland annat Lunds kommun, Burlövs kommun och Staffanstorps kommun. Fortsättningen av slätten kring Landskrona kallas även Landskronaslätten.
Slättens bördiga jordar gör att landskapet präglas av ett högintensivt jordbruk. Jorden är stenfattig och består av kalkrik moränlera. Jorden kallas även sydvästmoränen och betraktas som landets bästa. Terrängen är mycket flack och jämn. I norr höjer sig i en slättrygg omkring 90-110 meter över havet som Romeleåsens nordvästspets mellan Kävlingeån och Höje å. 
Historiskt har lundaslätten genom sitt läge kring Höje å, mellan Kävlingeån och Sege å, utgjort ett lättförsvarat maktcentrum i sydvästra Skåne. De dominerande platserna har varit Dalby och Uppåkra/Lund, där Lund till sist blivit den som dominerat dem alla. Dessa platser låg nära segelbara vattendrag uppe på en höjd, med god utsikt för eventuella fientliga attacker längs landsvägarna. Slättens topografi anses ha lett till att dessa platser, vid olika tidsepoker, haft dominerade maktställningar ända fram till det danska rikets enande.
Slaget vid Lund 1676 ägde rum på denna slätt.

## Bemärkta personer från Lundaslätten
- Vilhelm Assarsson
- Ivar Harrie